# Срели смо се, било је то давно
Срели смо се, било је то давно је студијски албум српског фолк певача Мирослава Илића. Албум је објављен 1979. године за издавачку кућу ПГП РТБ, а доступан је био на касети и грамофонској плочи.

## Списак песама
| №   | Назив                          | Аутор(и)                                                  | Трајање |  |
| 1.  | Срели смо се, било је то давно | Р. Богићевић (т, м), Д. Александрић (а)                   |         |  |
| 2.  | Једна мала, слатка мала        | М. Поповић Захар (т, м), Д. Александрић (а)               |         |  |
| 3.  | Колики је овај свет            | П. Вуковић (т, м), Д. Александрић (а)                     |         |  |
| 4.  | Хеј, младости                  | С. Гајић (т, м), браћа Спасојевић (м), Д. Александрић (а) |         |  |
| 5.  | Она је мајка мога сина         | П. Вуковић (т, м), Д. Александрић (а)                     |         |  |
| 6.  | Луцкаста си ти                 | Р. Тодоровић (т), Д. Александрић (м, а)                   |         |  |
| 7.  | Ој, Мораво, тија реко          | О. Пјевовић (т, м), Д. Александрић (а)                    |         |  |
| 8.  | Поломићу чаше од кристала      | С. Гајић (т, м), Д. Александрић (а)                       |         |  |
| 9.  | Сећаш ли се, Анђелино          | М. Поповић Захар (т, м), Д. Александрић (а)               |         |  |
| 10. | Моравско предвечерје           | О. Пјевовић (т, м), Д. Александрић (а)                    |         |  |

## Пратећи музичари
- Ансамбл Драгана Александрића — оркестар

## Остале заслуге
- Драган Вукићевић — тонски сниматељ
- Иван Ћулум — дизајн омота
- Мића Исајловић — фотографије